# Héctor Tajam
Héctor Vicente Tajam Cabrera (Trinidad, 22 de septiembre de 1947) es un economista, docente y político uruguayo perteneciente al Frente Amplio.

## Actividad
Apodado "el Pocho", padre de 2 hijas Valentina Tajam y Lucia Tajam, casado con Gabriela Cultelli.
Poseedor de un Master en Economía obtenido en el Centro de Investigación y Docencia Económica (CIDE) de México, comenzó su actividad como investigador en temas económicos hacia 1980.
A su regreso a Uruguay, trabajó como docente investigador en el Instituto de Economía (IECON) de la Facultad de Ciencias Económicas y Administración de la Universidad de la República, donde participó del "Equipo de Coyuntura" entre 1986 y 1988, del "Programa Interdisciplinario sobre Agroindustrias" entre 1989 y 1992 y del "Área Comercio Exterior" entre 1989 y 1994. En 1993 comenzó su labor en el "Área de Historia Económica" que se extendió hasta 2010. Entre 1987 y 1996 se desempeñó como docente integrando la Cátedra de Economía de la Facultad de Ciencias Económicas, al tiempo que ejerció como investigador en el "Proyecto Regional de Investigación Económico Social para el Cono Sur (PRIES C.S.)". Por otra parte, también es relevante su actividad como asesor económico de gremios como la Federación Nacional de Profesores de Enseñanza Secundaria (FENAPES), Asociación de Funcionarios de la Universidad del Trabajo del Uruguay (AFUTU) y a la Confederación de Educadores Americanos (CEA).
Asimismo se desempeñó como asesor económico del Frente Amplio, y en las elecciones del 2004 integró la lista del MPP, por la cual accedió a la Cámara de Representantes en el período 2005 - 2010 por Montevideo. 
Fue reelecto para el periodo 2010-2015; si bien a los pocos días asume una banca en el Senado, como suplente de Eduardo Bonomi.
Es coordinador del programa EconomiaPolitica.uy de investigación, docencia y asesoramiento en Economía, es columnista de MateAmargo.org.uy y pertenece a la dirección del MPP y el MLN-T

## Publicaciones
Como investigador del Centro de Estudios Económicos José Artigas A.C.
- Los acuerdos entre Argentina y Brasil (artículo de la revista "Amerique Latine" no.3 – Francia. En coautoría con A. Nuñez, de una investigación orientada por Pedro Vuskovic. Julio - setiembre de 1980.)

Como investigador del PRIES A.C.
- ¿A quién sirven las privatizaciones?. Mitos y Realidades de las Empresas Públicas (en coautoría con G.Arce y J.Rocca. Tupac Amaru Ediciones (TAE). Montevideo, agosto de 1989.)
- La Crisis de la Deuda Externa (capítulo 3: "La capitalización de la deuda externa uruguaya. Un negocio para pocos". En coautoría con G.Arce y J.Rocca. Compilador Danilo Astori. FCU. Montevideo, julio de 1990.)
- Sur, Mercosur y después (en coautoría con G.Arce y J.Rocca. TAE. Montevideo, octubre de 1991.)
- Deuda feroz) (En coautoría con G.Arce, J.Rocca y  J.Quartino. TAE. Montevideo, diciembre de 1993.)

Como investigador del IECON de la FCEyA
- La Agroindustria en el Uruguay: 1975-90. Su Estructura y Dinámica en el Largo Plazo (Premio Nacional de Investigación Científica. Miembro del Equipo del Programa Interdisciplinario de Agroindustria (PIA). FCU. Febrero de 1993.)
- El PBI de Uruguay 1900-1955 (en coautoría con M. Bertino. Edición IECON - CSIC, Montevideo diciembre de 1999.)
- La Ganadería en el Uruguay 1911-1943 (en coautoría con M. Bertino, DT No. 3/00, IECON, marzo de 2000.)
- La Agroindustria Láctea en el Uruguay 1911-1943 (en coautoría con M. Bertino, DT No. 4/00, IECON, marzo de 2000.)
- El Sector Externo en el Uruguay 1911-1930 (DT No. 9/00, IECON, octubre de 2000.)
- El Uruguay del Siglo XX. La Economía (primer capítulo: "La larga marcha hacia un frágil resultado. 1900-1955", en coautoría con M. Bertino, R. Bertoni y J. Yaffé. Ediciones de la Banda Oriental – IECON - Montevideo, noviembre de 2001.)
- El Comercio Exterior del Uruguay hasta 1940. Problemas de medición, alternativas y resultados (en "América Latina en la Historia Económica", Números 17-18, México enero-diciembre 2002.)
- Industria Manufacturera y Sustitución de Importaciones (Uruguay 1911-1930). (en coautoría con J.Yaffé. DT 7/03. IECON. Noviembre de 2003.)
- La Economía del Primer Batllismo y los años veinte – Historia Económica del Uruguay Tomo III (en coautoría con M. Bertino, R. Bertoni y J. Yaffé. IECON. Editorial Fin de Siglo. Con el auspicio del Banco Central y del Banco de la República del Uruguay - Montevideo, octubre de 2005.)